# بانوکده الکتریکی
بانوکده الکتریکی (به انگلیسی: Electric Ladyland) سومین و آخرین آلبوم استودیویی گروه جیمی هندریکس اکسپرینس است. این آلبوم، تنها آلبوم پرآهنگ گروه است که جیمی هندریکس تهیه‌کنندگی آن را بر عهده داشته‌است. آلبوم در ۲۵ اکتبر ۱۹۶۸ توسط ریپرایز رکوردز عرضه شد و در اواسط نوامبر به جایگاه اول در ایالات متحده رسید و دو هفته در صدر جدول باقی ماند. این آلبوم دو دیسکه موفق‌ترین آلبوم اکسپرینس از نظر تجاری بود و تنها آلبومی بود که به رتبه اول دست می‌یافت. آلبوم بانوکده الکتریکی در بریتانیا به رتبه ششم دست یافت و دوازده هفته در جدول باقی ماند.